# 普法爾茨-茨韋布呂肯的卡羅利妮
普法爾茨-茨韋布呂肯的卡羅利妮（德語：Karoline von Pfalz-Zweibrücken，1721年3月9日—1774年3月30日），黑森-達姆施塔特伯爵夫人，普法爾茨-茨韋布呂肯伯爵克里斯蒂安三世的女兒。

## 家庭
1741年，卡羅利妮與黑森-達姆施塔特伯爵路德維希八世的長子路德維希結婚，兩人共有3子5女：
- 卡羅利妮（1746年—1821年）
- 弗蕾德里克·路易絲（1751年—1805年）
- 路德維希（1753年—1830年）
- 阿瑪莉埃（1754年—1832年）
- 威廉明妮（1755年—1776年）
- 路易絲（1757年—1830年）
- 腓特烈（德语：Friedrich von Hessen-Darmstadt (1759–1802)）（1759年—1802年）
- 克里斯蒂安（英语：Prince Christian of Hesse-Darmstadt）（1763年—1830年）